# 291

291(이백구십일)은 290보다 크고 292보다 작은 자연수다.

## 수학
- 합성수로, 그 약수는 1, 3, 97, 291이다. 진약수의 합은 101이므로, 291은 부족수다.
  - 91번째 반소수다. 앞의 반소수는 289, 다음 반소수는 295다.
- {\displaystyle 98^{2}-1}, {\displaystyle 22^{4}-1}는 291로 나누어떨어진다.

## 과학
- NGC 291(영어판): 고래자리 방향에 있는 막대나선은하.

## 교통
- 일본 291번 국도(일본어판): 군마현 마에바시시에서 니가타현 가시와자키시까지 이어지는 일본의 국도.
- 현도 제291호선

## 군사
- U-291(영어판, 독일어판): 제2차 세계 대전에 사용된 나치 독일의 군용 잠수함.

## 문화유산
- 대한민국의 국보 제291호: 용감수경 권3~4
- 대한민국의 보물 제291호: 부안 내소사 대웅보전
- 대한민국의 사적 제291호: 창원 진해우체국

## 방송
- 지니 TV의 미국 방송인 디스커버리 채널 채널 번호.
- B tv의 CTS 기독교TV 채널 번호.

## 기타
- 연도: 291년, 기원전 291년